# Exochus litus
Exochus litus là một loài tò vò trong họ Ichneumonidae.